# Rothenberge
Rothenberge ist ein Ortsteil der Gemeinde Wettringen im nordrhein-westfälischen Kreis Steinfurt. Die Ortschaft liegt nordwestlich des Kernortes Wettringen an der Kreisstraße 61. Die Landesstraße 567 verläuft östlich, die Vechte fließt östlich und südlich. Benannt ist der Ortsteil nach dem auffälligen Berg gleichen Namens, der das recht flache Umfeld um etwa 50 m überragt. Der höchste Punkt liegt bei 96,5 m über Normalnull.

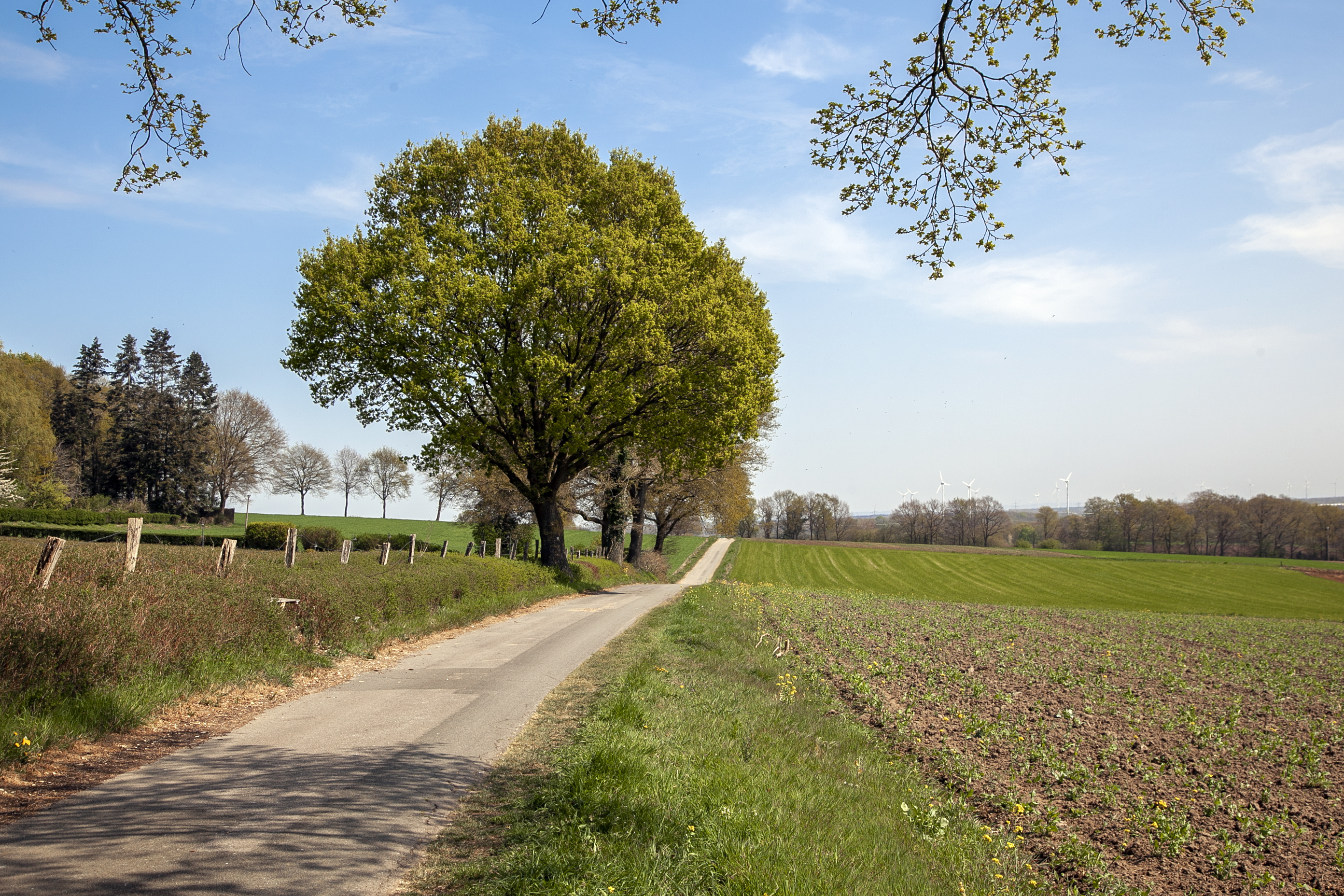
Auf der Kuppe des Rothen Berges, Blick nach Südosten
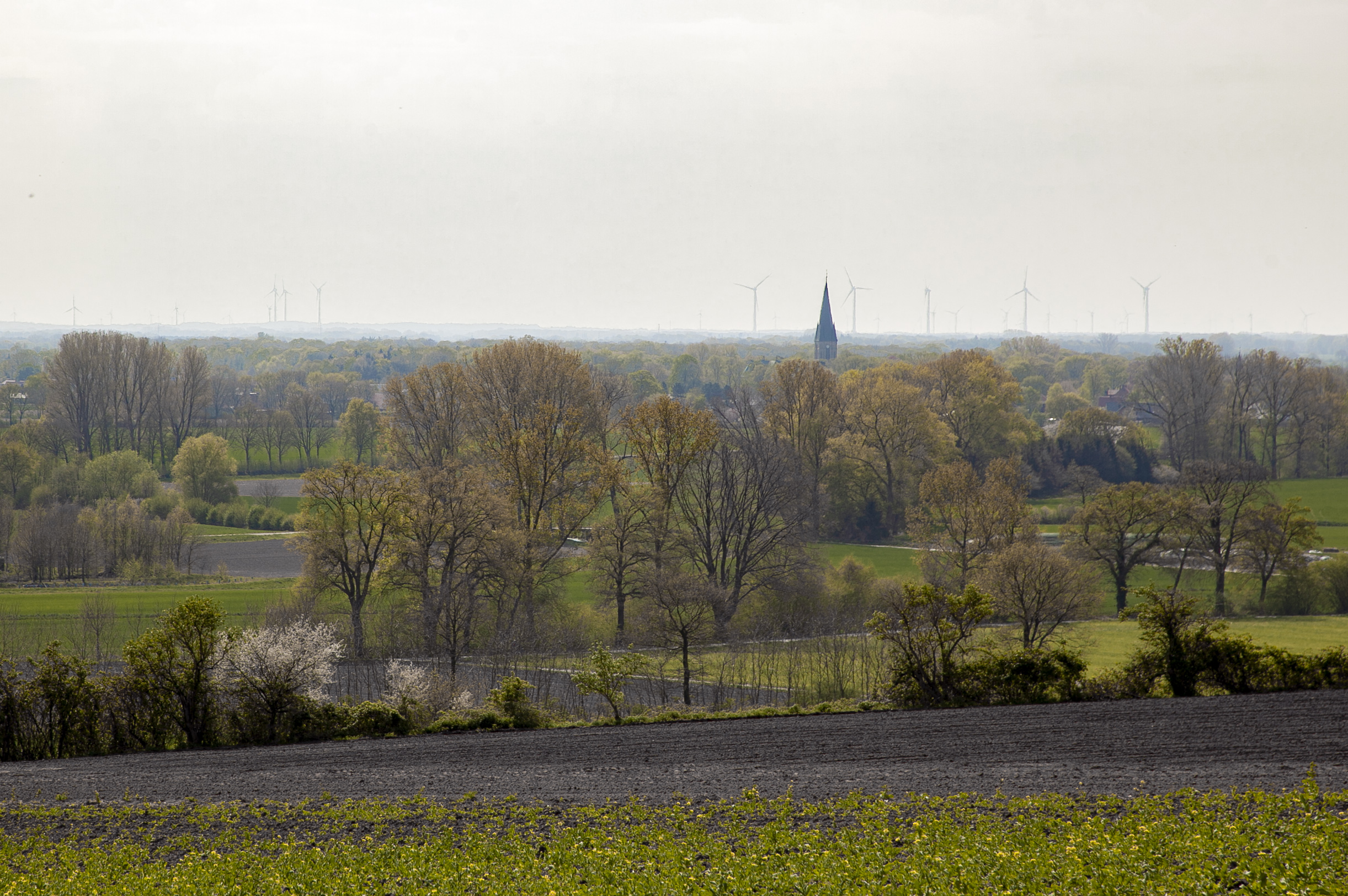
Blick nach Südwesten in Richtung Welbergen

## Sehenswürdigkeiten
In der Liste der Baudenkmäler in Wettringen (Münsterland) sind für Rothenberge drei Baudenkmale aufgeführt:
- „Villa Jordaan“, Haus Rothenberge (Rothenberge 83)
- zwei Heiligenhäuschen (Rothenberge 7 und 39)

## Besonderheiten

### Salzquelle

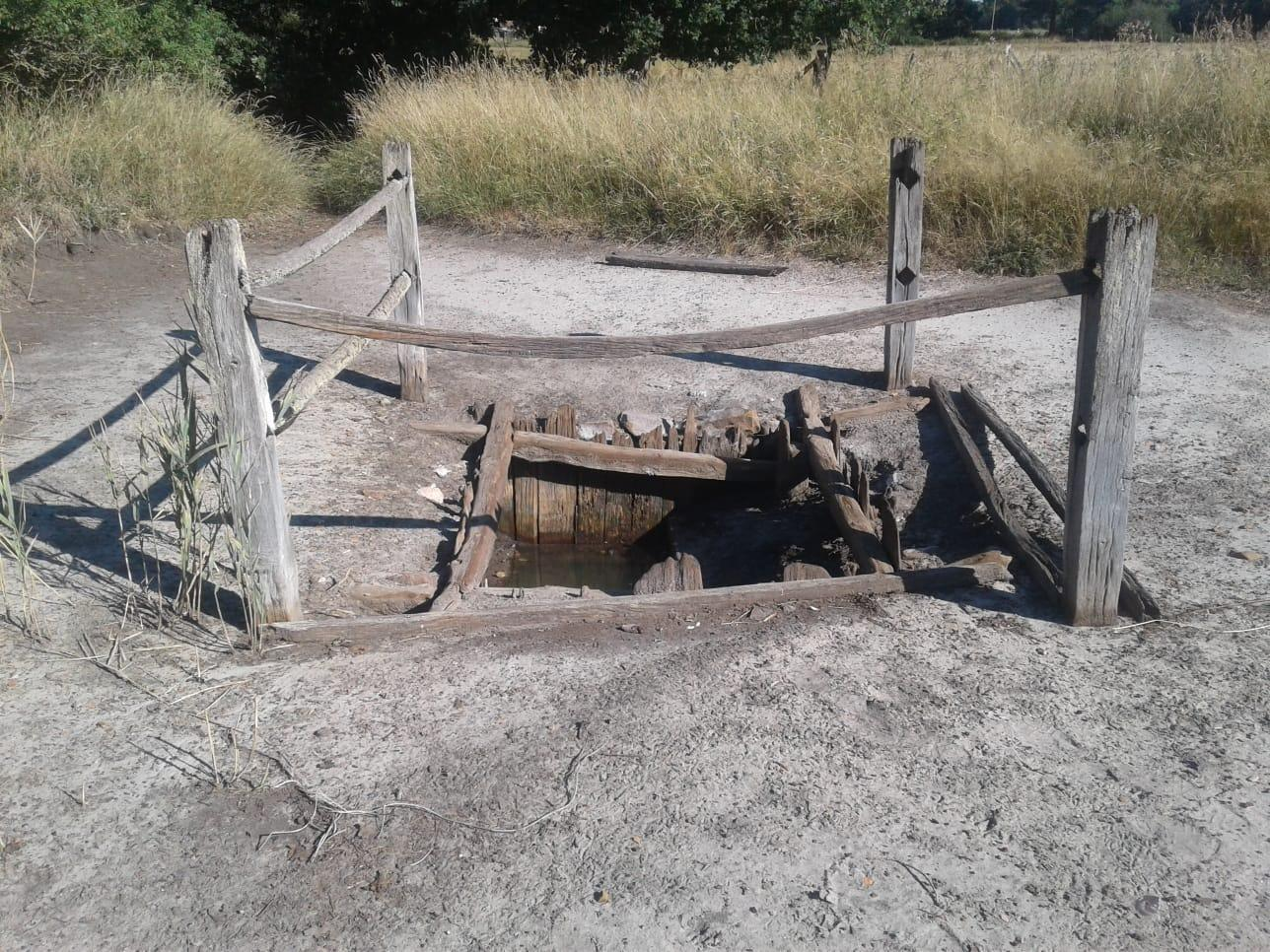
Salzwasserbrunnen in Rothenberge

Etwa 1 km nördlich des Rothenberges befindet sich eine Salzwasserquelle, die bereits 1337 erstmals erwähnt wurde. Vom 4. August 1972 war die Quelle als Naturdenkmal „Salzquelle“ geschützt, bis im Jahr 2007 die Ausweisung eines 3,4 ha großes Naturschutzgebiet „Salzquelle am Rothenberg“ erfolgte. Zu der Zeit war bereits ein kleineres Stück als FFH-Gebiet „Salzbrunnen am Rothenberg“ unter der Nr. (DE-3709-302) eingetragen. Als bedrohte Art ist die Salz-Schuppenmiere dort anzutreffen. Die Salzquelle hat eine lange, wechselvolle Geschichte. Seit altersher war Salz ein begehrtes Gut, das die Menschen zum Würzen und zur Haltbarmachung von Fleisch und Fisch benutzten. Durch das Salzregal sicherten sich die Herrscher den Zugriff auf dieses weiße Gold des Mittelalters. 1577 bis 1590 nutzte der Edelherr Herman von Velen in Rothenberge das Recht der Salzgewinnung und musste dafür Salz an das Domkapitel in Münster liefern. 1580 nahm er Siedepfannen in Betrieb, die er mit Steinkohle befeuern ließ. Spanische Soldaten zerstörten die Anlagen im Achtzigjährigen Krieg. Alexander von Velen erwarb die Nutzungsrechte im Jahr 1603 und erbaute ein Siedehaus. Der Bau einer Rohrleitung zur Saline in Bentlage war geplant, wurde aber nicht verwirklicht. Wegen der produktiveren Saline in Bentlage gab man die Salzgewinnung auf. Erst als Napoleon seine Eroberungszüge unternahm und eine Kontinentalsperre verhängte, war Salz wieder ein knappes und teures Gut. Ein Bauer verkaufte deswegen täglich 20 bis 30 Tonnen Salzwasser, bis es die französische Regierung bei Strafandrohung verbot. Unter der folgenden preußischen Regierung gab es ein Staatsmonopol und hohe Verbrauchssteuern auf Salz. Nach Aufhebung des Salzmonopols 1867 bedienten sich die Bauern wieder mit dem begehrten Salzwasser. In den Notjahren nach dem Ersten Weltkrieg nutzte die Bevölkerung die Salzsohle intensiv. Es gab dann auch Bestrebungen eines Kaufmanns dort ein Kurbad zu errichten. Das Vorhaben scheiterte aber am Widerstand der Bauern. In Rothenberge gab es neben dem heute noch bestehenden Salzbrunnen einen weiteren „Soaltpütt“ der aber im 20. Jahrhundert zugeschüttet wurde.

### Rothenberg-Sandstein

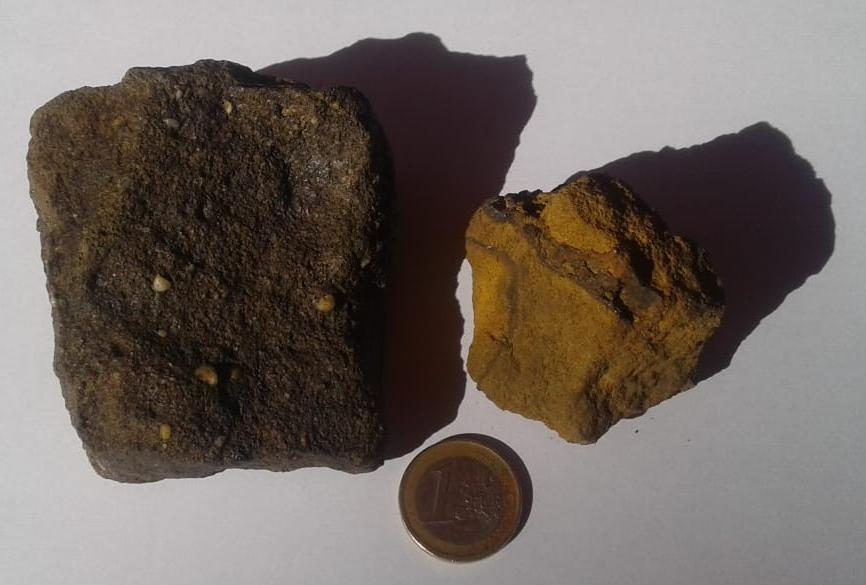
Handstücke Rothenberg-Sandstein

Der Rothenberg besteht in seiner Höhenlage aus rotbraunem eisenhaltigen Sandstein (Siderit). Die Typlokalität wird  als Rothenberg-Sandstein bezeichnet. Er enthält schlecht sortierte Quarz- und Kiesgerölle, was auf eine Entstehung in tieferem Wasser an einer Küste mit stärkerem Relief hinweist. Entstanden ist der Sandstein in der mittleren und späten Unterkreidezeit, im hohen Aptium und tiefen Albium vor etwa 113 Millionen Jahren.

### Erz

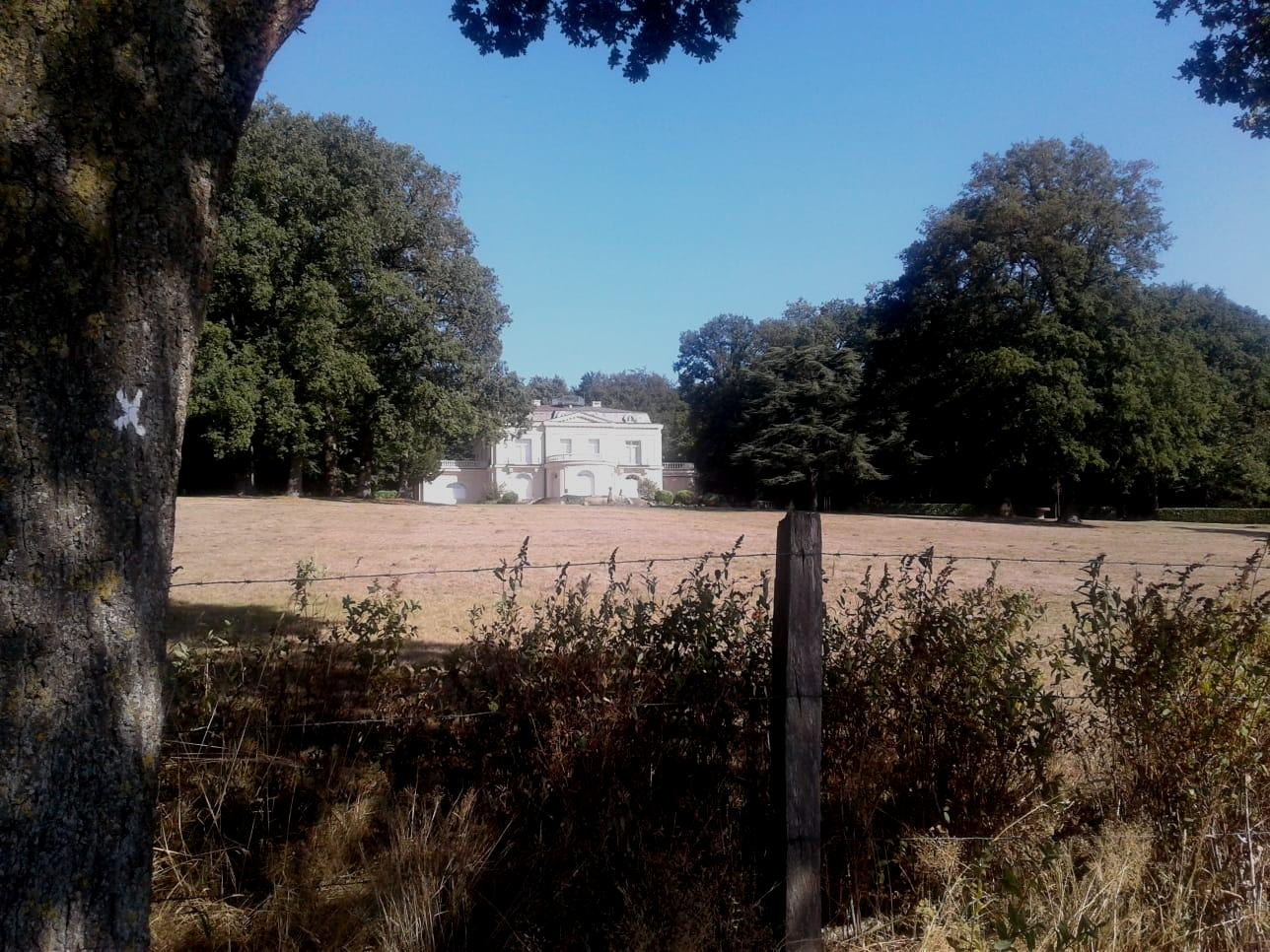
Villa Jordaan, Parkseite

Gegen Ende des 19ten Jahrhunderts erkannte man das Eisenerz in den Ablagerungen und setzte große Hoffnung auf einen lohnenden Erzabbau. Zwei Mutungsstollen wurden ab 1895 gegraben. Die erwarteten Erztransporte waren ein gewichtiges Argument für den Bau der Bahnstrecke Ochtrup–Rheine. Indes zeigte sich später, dass ein rentabler Erzabbau nicht zu realisieren war. Im Jahr 1982 wurde ein verschütteter 30 m tiefer T-förmiger Stollen wieder freigelegt. Er ist mit einer Eisentür verschlossen und dient als Überwinterungsquartier für Fledermäuse. Als solcher ist dieser Stollen im Verzeichnis Natura 2000-Nr. DE-3709-305 unter Schutz gestellt. Der zweite Mutungsstollen befindet sich an der Zufahrt zur Villa Jordaan gegenüber einer Wappenschild tragenden Löwenskulptur. Dieser ehemalige Stollen ist allerdings vermauert.

Ehemalige Erzmutungsstollen
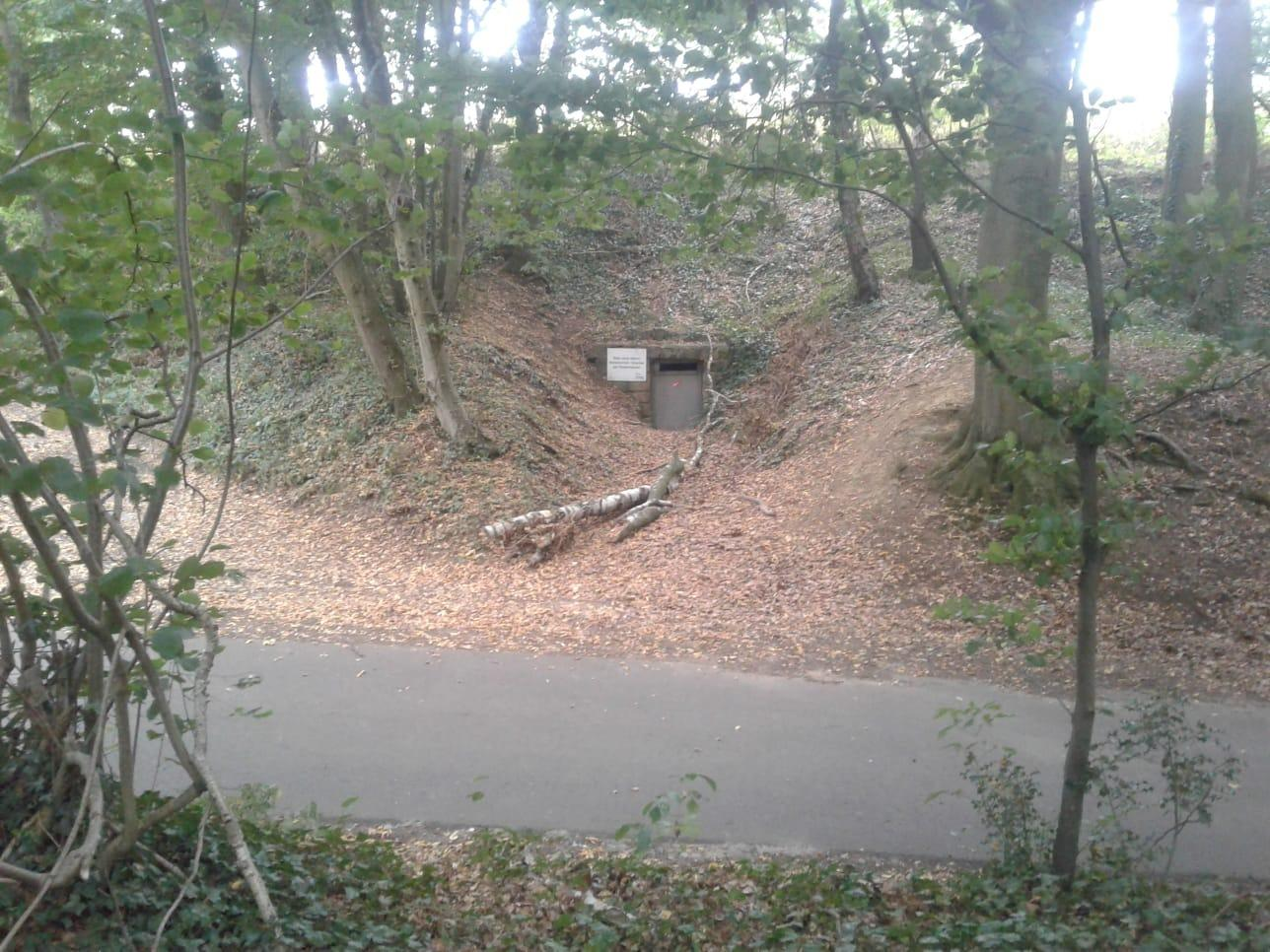
Stollen der als Überwinterungsquartier für Fledermäuse dient
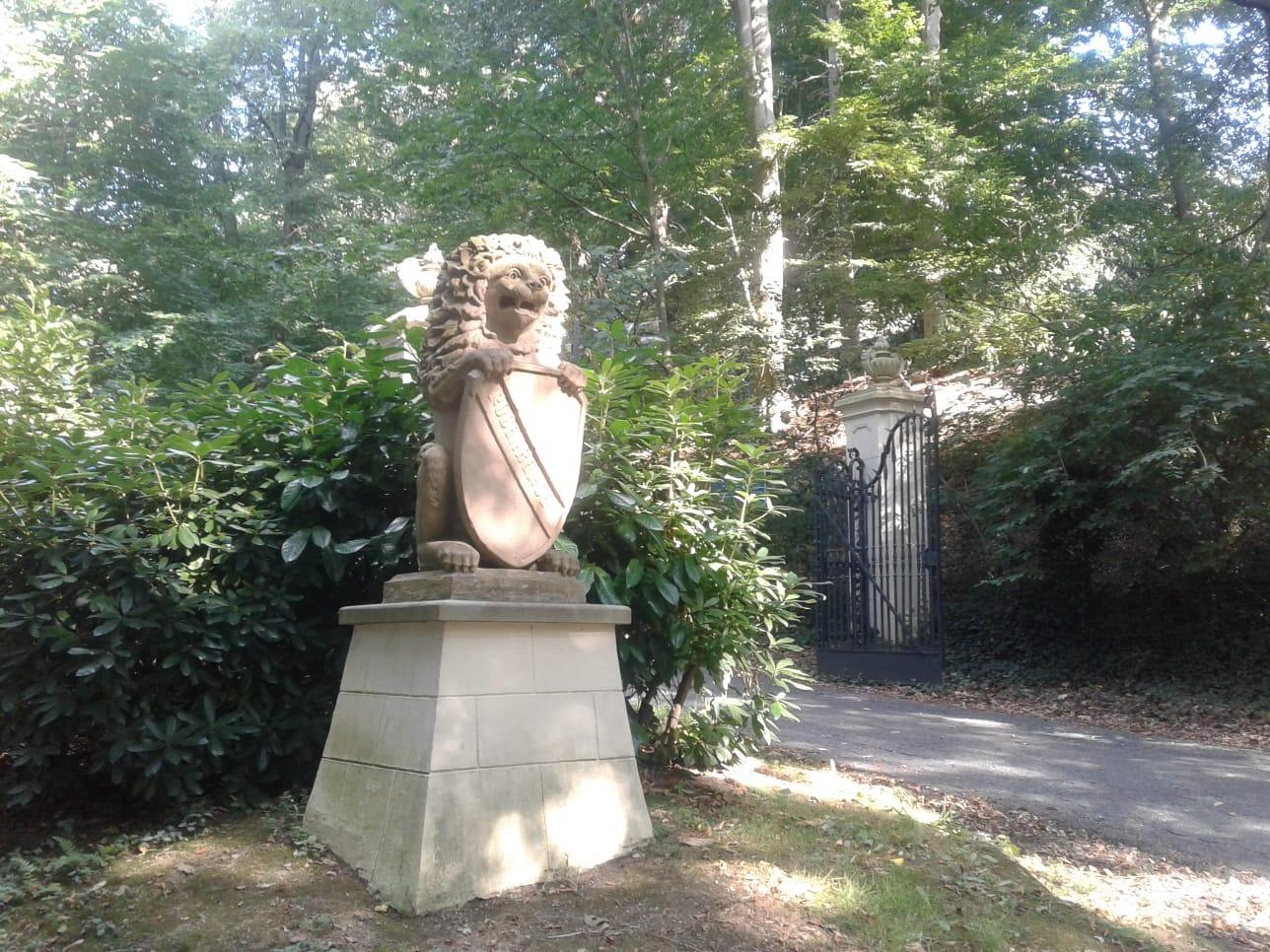
Wappenschild tragende Löwenskulptur an der Auffahrt zur Villa Jordaan
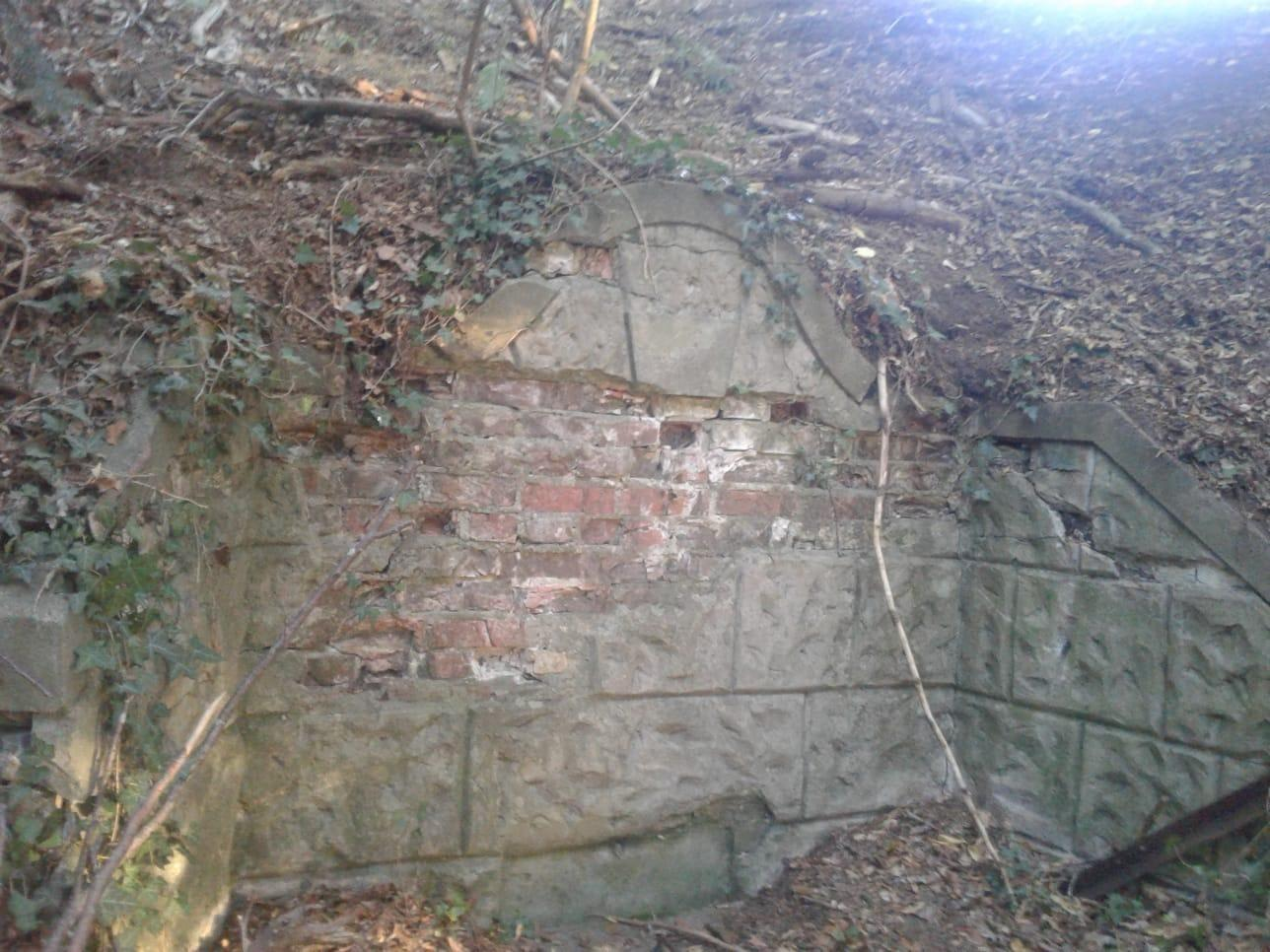
Vermauerter Stolleneingang

### Ton

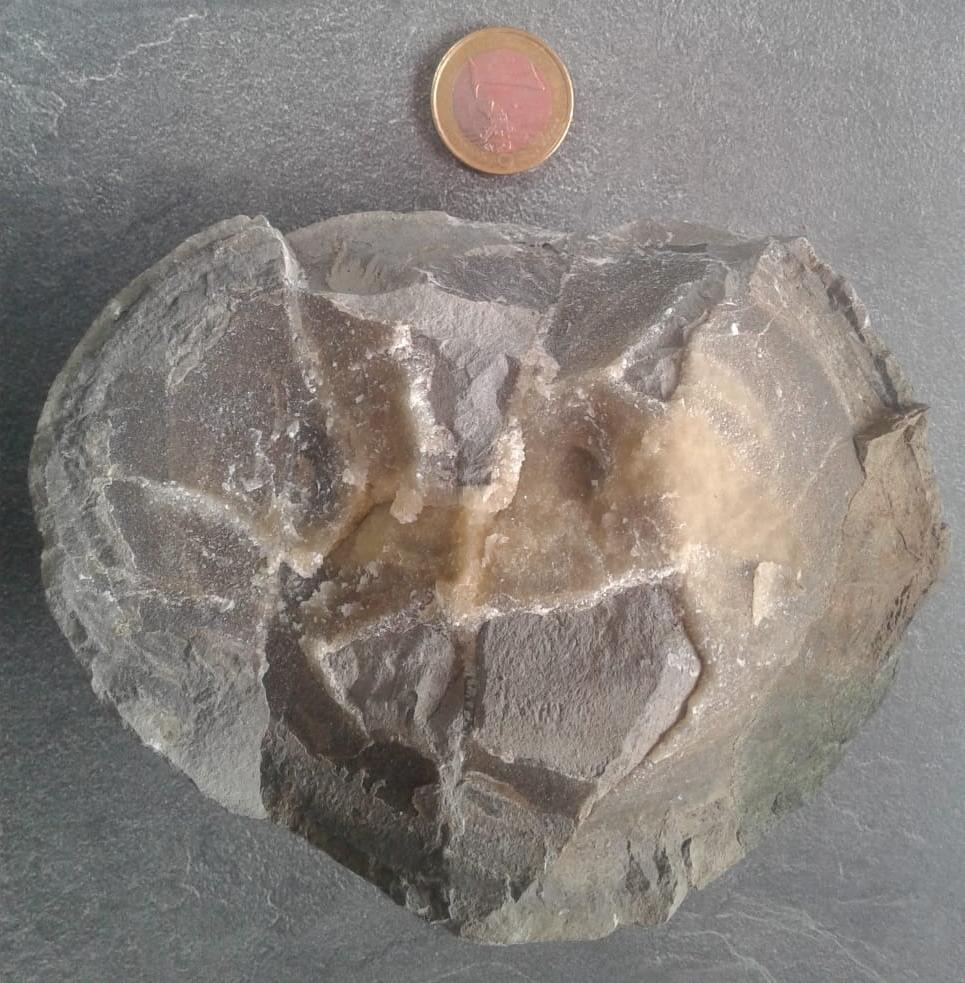
Aufgeschlagene Konkretion aus dem Ton am Rothenberge

Bereits 1689 war bekannt, dass etwa 1 km nordwestlich des Rothenberges Tonschichten vorhanden waren, die zum Brennen von Ziegelsteinen und Dachpfannen genutzt werden konnten. Die dann erbaute Ziegelei gehörte bis 1905 den Rittergutsbesitzern zu Welbergen. Danach betrieb Heinrich Schnermann die Ziegelei und baute in mehreren Gruben die bis zu 40 m mächtigen Tonschichten des tiefen Ober-Aptium ab. Der Abbau endete 1996 und die meisten Gruben sind wieder verfüllt. In den Tonschichten konnten Belemniten, Ammoniten und Toneisenstein-Konkretionen gefunden werden.

### Öl und Gas
Im Mai 1949 begann eine Bohrung nach Gas und Erdöl am Rothenberge. Man vermutete im Bereich der Verwerfungen zwischen Bilk und Ochtrup entsprechende Vorkommen im tieferen Untergrund. Bei einer Tiefe von 1150 m saß das Bohrgestänge plötzlich fest und man versuchte es mit Salzsäure zu lösen. Darauf zeigten sich am 28. September 1949 erste Spuren von Öl, bis dann am 30. September große Mengen Gas und Öl austraten, was nur mit großer Anstrengung gestoppt werden konnte. Die weiteren Arbeiten gestalteten sich schwierig, da durch das Gas Explosionsgefahr bestand. Weitere Tiefenbohrungen, die danach erfolgten, konnten keine Erfolge verbuchen. Die letzte Bohrung musste im August 1950 in ungefähr 1960 m Tiefe aus technischen Gründen abgebrochen werden.